# 金堡镇
金堡镇，是中华人民共和国贵州省黔东南苗族侗族自治州镇远县下辖的一个乡镇级行政单位。
2013年4月25日，贵州省人民政府批复同意撤销金堡乡，设置金堡镇，镇人民政府驻金凯村。

## 行政区划
金堡镇下辖以下地区：
金凯村、松明村、羊满哨村、爱和村、秀地村、贵界村、冽洞村、溪头村、辽家坳村和绞把村。